# Gianluigi Buffon
Gianluigi Buffon (ur. 28 stycznia 1978 w Carrarze) – włoski piłkarz, który występował na pozycji bramkarza.
W latach 1997–2018 reprezentant Włoch. Jest rekordzistą pod względem liczby występów w reprezentacji ze 176 meczami. Złoty medalista Mistrzostw Świata 2006, srebrny medalista Mistrzostw Europy 2012, brązowy medalista Pucharu Konfederacji 2013. Uczestnik Mistrzostw Świata 1998, 2002, 2010 i 2014, a także Mistrzostw Europy 2004, 2008 i 2016.

## Kariera
Karierę piłkarską rozpoczynał w 1995 w zespole AC Parma. Rozegrał dla niego 168 spotkań, po czym w 2001 za 52 miliony dolarów odszedł do Juventusu. Kwota transferu była najwyższą w historii futbolu wydaną na bramkarza.
Gianluigi Buffon rozegrał 176 meczów w reprezentacji Włoch. Pięć razy uczestniczył w finałach mistrzostw świata (w 1998 był rezerwowym), cztery razy w finałach mistrzostw Europy, a także brał udział w igrzyskach olimpijskich w Atlancie w 1996. Zdobywca złotego medalu Mistrzostw Świata 2006 w Niemczech oraz srebra Mistrzostw Europy w 2012 w Polsce i na Ukrainie.
Od lat uznawany za jednego z najlepszych bramkarzy świata. Trafił na listę Pelégo 100 czołowych piłkarzy na stulecie istnienia federacji FIFA. Federacja europejska wybrała go bramkarzem roku 2003 oraz najlepszym golkiperem Ligi Mistrzów sezonu 2002/2003. Został wybrany najlepszym bramkarzem Mistrzostw Świata w 2006 w Niemczech oraz zajął drugie miejsce w klasyfikacji Złotej Piłki w 2006 – wyprzedził go tylko Fabio Cannavaro.
W 2009 uznany przez Międzynarodową Federację Historyków i Statystyków Futbolu najlepszym bramkarzem dekady.
Ostatni mecz dla reprezentacji Włoch rozegrał 13 listopada 2017 na San Siro podczas drugiego, zremisowanego wynikiem 0:0 meczu barażowego z reprezentacją Szwecji, w wyniku czego Włosi pierwszy raz od 1958 nie zakwalifikowali się na Mistrzostwa Świata w Piłce Nożnej (pierwszy mecz zakończył się wynikiem 1:0 dla Szwecji), jednakże w marcu 2018 wrócił na krótko do kadry.
6 lipca 2018 ogłoszono, że zawodnik podpisał roczny kontrakt z Paris Saint-Germain. Odgrywał tam rolę pierwszego bramkarza. 5 czerwca 2019 ogłoszono, iż Buffon opuści klub wraz z wygaśnięciem kontraktu. 4 lipca 2019 przeszedł testy medyczne i powrócił do Juventusu po ponad rocznej przerwie z rocznym kontraktem. 11 maja 2021 roku bramkarz ogłosił, że nie przedłuży kontraktu ze Starą Damą i odejdzie z klubu po zakończeniu sezonu.
17 czerwca tego samego roku Parma ogłosiła zakontraktowanie Buffona, który do 2023 rozegrał w niej 43 mecze.
2 sierpnia 2023 roku oficjalnie ogłosił zakończenie kariery piłkarskiej.

## Sukcesy

### Parma Calcio
- Puchar UEFA: 1998/1999
- Puchar Włoch: 1998/1999
- Superpuchar Włoch: 1999

### Juventus
- Mistrzostwo Włoch: 2001/2002, 2002/2003, 2011/2012, 2012/2013, 2013/2014, 2014/2015, 2015/2016, 2016/2017, 2017/2018, 2019/2020
- Mistrzostwo Serie B: 2006/2007
- Puchar Włoch: 2014/2015, 2015/2016, 2016/2017, 2017/2018, 2020/2021
- Superpuchar Włoch: 2002, 2003, 2012, 2013, 2015, 2020

### Paris Saint-Germain
- Mistrzostwo Francji: 2018/2019
- Superpuchar Francji: 2018

### Reprezentacyjne
- Mistrzostwo Świata: 2006
- Wicemistrzostwo Europy: 2012
- Mistrzostwo Europy U-21: 1996
- Mistrzostwo Igrzysk śródziemnomorskich: 1997
- Wicemistrzostwo Europy U-17: 1993
- 3. miejsce w Pucharze Konfederacji: 2013

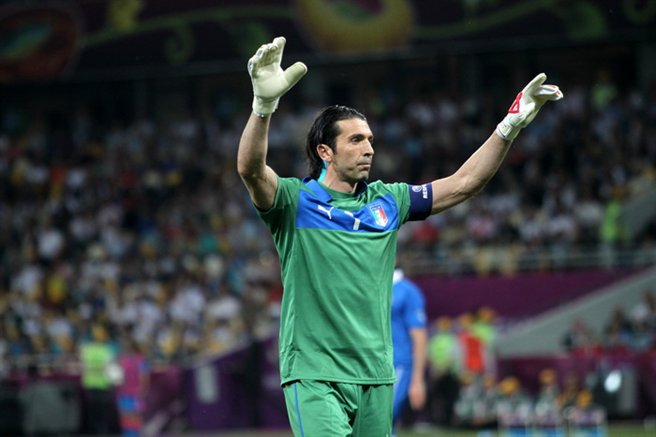
Buffon w reprezentacji Włoch, 2012 rok.

### Wyróżnienia
- Złota Piłka „France Football” (2. miejsce): 2006[7]
- Bravo Award: 1999[8]
- Golden Foot: 2016[9]
- FIFA 100: 2004[10]
- Piłkarz sezonu w Juventusie: 2015/2016[11]
- Najlepszy bramkarz wszech czasów według IFFHS: 1987–2020[12]
- Najlepszy bramkarz 25-lecia według IFFHS: 1987–2012[13]
- Klubowy piłkarz roku UEFA: 2002/2003[14]
- Klubowy bramkarz roku UEFA: 2002/2003[15]
- Bramkarz sezonu Serie A: 1999, 2001, 2002, 2003, 2005, 2006, 2008, 2012, 2014, 2015, 2016, 2017
- Najlepszy bramkarz w Europie: 2003, 2016, 2017
- Bramkarz Roku według IFFHS: 2003, 2004, 2006, 2007, 2017
- Bramkarz Roku według La Gazzetta dello Sport: 2007
- Bramkarz dekady na świecie według IFFHS: 2001–2010[16]
- Bramkarz dekady na świecie według IFFHS (2. miejsce): 2011–2020[17]
- Złote rękawice Mistrzostw Świata: 2006[18]
- Drużyna Roku UEFA: 2003, 2004, 2006, 2016, 2017
- Drużyna roku na świecie według IFFHS: 2017[19]
- Drużyna sezonu Ligi Mistrzów UEFA: 2014/2015[20], 2016/2017[21]
- Drużyna sezonu Ligi Europy UEFA: 2013/2014[22]
- Drużyna sezonu European Sports Media: 2002/2003[23], 2016/2017[24]
- Drużyna gwiazd Mistrzostw Świata: 2006[25]
- Drużyna gwiazd Mistrzostw Europy: 2008[26], 2012[27]
- Jedenastka Roku FIFA FIFPro: 2006, 2007, 2017[28]

## Statystyki kariery
| Klub                | Sezon              | Liga  | Liga   | Puchar | Puchar | Europa | Europa | Inne  | Inne   | Suma  | Suma   |
| Klub                | Sezon              | Mecze | Bramki | Mecze  | Bramki | Mecze  | Bramki | Mecze | Bramki | Mecze | Bramki |
| ------------------- | ------------------ | ----- | ------ | ------ | ------ | ------ | ------ | ----- | ------ | ----- | ------ |
| Parma Calcio        | 1995/1996          | 9     | 0      | 0      | 0      | 0      | 0      | 0     | 0      | 9     | 0      |
| Parma Calcio        | 1996/1997          | 27    | 0      | 0      | 0      | 1      | 0      | –     | –      | 28    | 0      |
| Parma Calcio        | 1997/1998          | 32    | 0      | 6      | 0      | 8      | 0      | –     | –      | 46    | 0      |
| Parma Calcio        | 1998/1999          | 34    | 0      | 6      | 0      | 11     | 0      | –     | –      | 51    | 0      |
| Parma Calcio        | 1999/2000          | 32    | 0      | 0      | 0      | 9      | 0      | 2     | 0      | 43    | 0      |
| Parma Calcio        | 2000/2001          | 34    | 0      | 2      | 0      | 7      | 0      | –     | –      | 43    | 0      |
| Parma Calcio        | Razem              | 168   | 0      | 14     | 0      | 36     | 0      | 2     | 0      | 220   | 0      |
| Juventus            | 2001/2002          | 34    | 0      | 1      | 0      | 10     | 0      | –     | –      | 45    | 0      |
| Juventus            | 2002/2003          | 32    | 0      | 0      | 0      | 15     | 0      | 1     | 0      | 48    | 0      |
| Juventus            | 2003/2004          | 32    | 0      | 0      | 0      | 6      | 0      | 1     | 0      | 39    | 0      |
| Juventus            | 2004/2005          | 37    | 0      | 0      | 0      | 11     | 0      | –     | –      | 48    | 0      |
| Juventus            | 2005/2006          | 18    | 0      | 2      | 0      | 4      | 0      | –     | –      | 24    | 0      |
| Juventus            | 2006/2007          | 37    | 0      | 3      | 0      | –      | –      | –     | –      | 40    | 0      |
| Juventus            | 2007/2008          | 34    | 0      | 1      | 0      | –      | –      | –     | –      | 35    | 0      |
| Juventus            | 2008/2009          | 23    | 0      | 2      | 0      | 5      | 0      | –     | –      | 30    | 0      |
| Juventus            | 2009/2010          | 27    | 0      | 1      | 0      | 7      | 0      | –     | –      | 35    | 0      |
| Juventus            | 2010/2011          | 16    | 0      | 1      | 0      | 0      | 0      | –     | –      | 17    | 0      |
| Juventus            | 2011/2012          | 35    | 0      | 0      | 0      | –      | –      | –     | –      | 35    | 0      |
| Juventus            | 2012/2013          | 32    | 0      | 1      | 0      | 10     | 0      | 1     | 0      | 44    | 0      |
| Juventus            | 2013/2014          | 33    | 0      | 0      | 0      | 14     | 0      | 1     | 0      | 48    | 0      |
| Juventus            | 2014/2015          | 33    | 0      | 0      | 0      | 13     | 0      | 1     | 0      | 47    | 0      |
| Juventus            | 2015/2016          | 35    | 0      | 0      | 0      | 8      | 0      | 1     | 0      | 44    | 0      |
| Juventus            | 2016/2017          | 30    | 0      | 0      | 0      | 12     | 0      | 1     | 0      | 43    | 0      |
| Juventus            | 2017/2018          | 21    | 0      | 3      | 0      | 9      | 0      | 1     | 0      | 34    | 0      |
| Juventus            | Ogólnie            | 509   | 0      | 15     | 0      | 124    | 0      | 8     | 0      | 656   | 0      |
| Paris Saint-Germain | 2018/2019          | 17    | 0      | 2      | 0      | 5      | 0      | 1     | 0      | 25    | 0      |
| Paris Saint-Germain | Ogólnie            | 17    | 0      | 2      | 0      | 5      | 0      | 1     | 0      | 25    | 0      |
| Juventus            | 2019/2020          | 9     | 0      | 5      | 0      | 1      | 0      | –     | –      | 15    | 0      |
| Juventus            | 2020/2021          | 8     | 0      | 5      | 0      | 1      | 0      | –     | –      | 14    | 0      |
| Juventus            | Ogólnie            | 17    | 0      | 10     | 0      | 2      | 0      | 0     | 0      | 29    | 0      |
| Parma               | 2021/2022          | 26    | 0      | 0      | 0      | –      | –      | –     | –      | 26    | 0      |
| Parma               | 2022/2023          | 17    | 0      | 1      | 0      | –      | –      | 1     | 0      | 19    | 0      |
| Parma               | Ogólnie            | 43    | 0      | 1      | 0      | 0      | 0      | 1     | 0      | 45    | 0      |
| Ogólnie w karierze  | Ogólnie w karierze | 754   | 0      | 42     | 0      | 167    | 0      | 12    | 0      | 975   | 0      |

## Odznaczenia
- Ufficiale Orderu Zasługi Republiki Włoskiej – 2006[29]

## Życie prywatne
Gianluigi Buffon wywodzi się ze sportowej rodziny. Jego matka Maria Stella Masocco była dyskobolką, natomiast ojciec Adriano sztangistą, a także dwie siostry Gigiego Veronica i Guendalina uprawiały sport – grały w siatkówkę. Oprócz Gianluigiego, bramkarzem w tej rodzinie był kuzyn jego dziadka – Lorenzo Buffon (zawodnik A.C. Milan w latach 1949–1959).
Życiową partnerką Buffona była czeska modelka Alena Šeredová, z którą ma dwóch synów – Louisa Thomasa (ur. 2007) i Davida Lee (ur. 2009). Po rozstaniu z Šeredovą w 2014 Buffon związał się z dziennikarką telewizyjną Ilarią D’Amico, z którą w 2024 ożenił się.
W 2008, tuż po swoich 30. urodzinach opublikował autobiografię Numero 1. Wspólnie z Roberto Perrone, bramkarz opowiedział o jego wszystkich „numerach pierwszych”: od najtrudniejszej parady do tej najważniejszej. Od debiutów w Serie A i w reprezentacji Włoch do największej radości – narodzin syna. Przyznał się także, że w przeszłości leczył się na depresję.